# Aloeides pierus
Aloeides pierus är en fjärilsart som beskrevs av Pieter Cramer 1782. Aloeides pierus ingår i släktet Aloeides och familjen juvelvingar. Inga underarter finns listade i Catalogue of Life.

## Bildgalleri

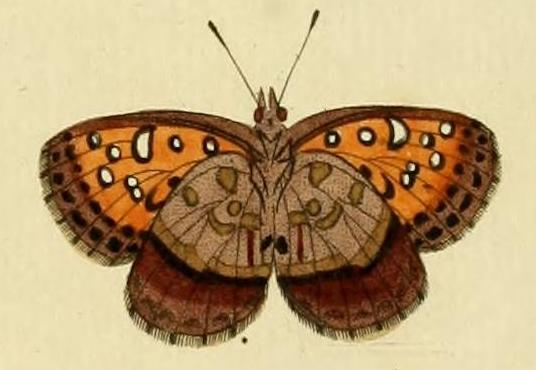
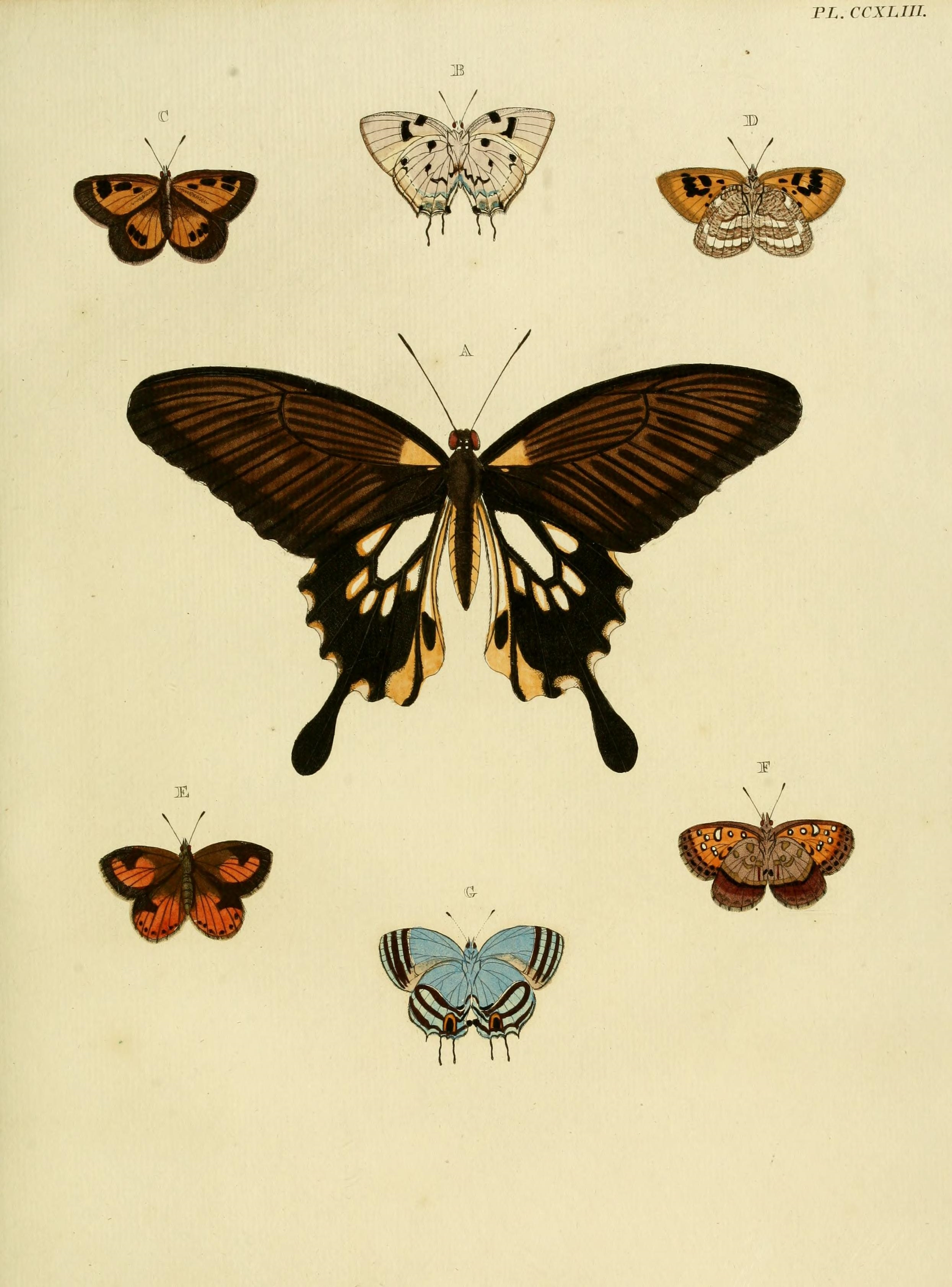